# 阿尔内克
阿尔内克（法語：Arnèke，法語發音：[aʁnɛk]）是法国上法蘭西大區北部省的一个市镇，属于敦刻尔克区。

## 地理
阿尔内克（50°49'57"N, 2°24'38"E）面积13.41 平方千米，位于法国上法蘭西大區北部省，该省份为法国最北部的省份及最长的省份，西北濒北海，西接加来海峡省，南至埃纳省和索姆省，东与比利时接壤。
与阿尔内克接壤的市镇（或旧市镇、城区）包括：勒德兰盖姆、韦马尔卡佩勒、泽盖尔斯卡佩勒、泽尔默泽勒、博勒泽勒、奥克特泽勒、吕布鲁克。

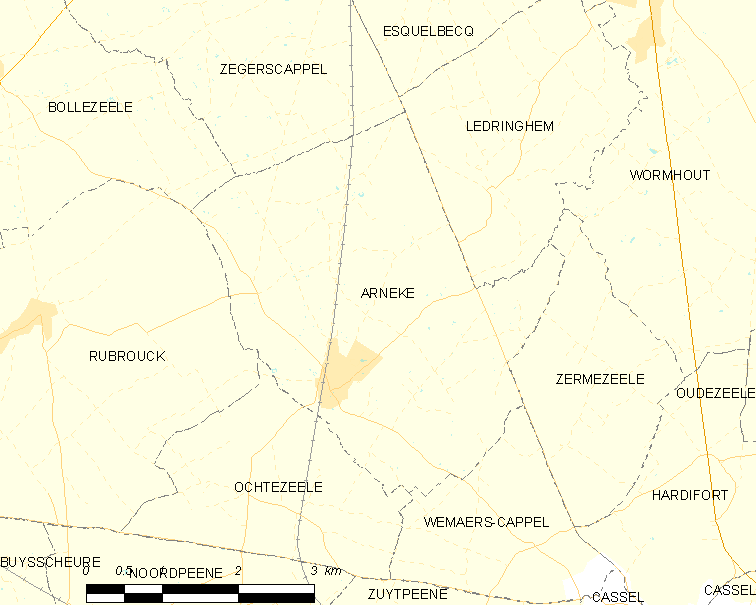
阿尔内克的OSM定位图

阿尔内克的时区为UTC+01:00、UTC+02:00（夏令时）。

## 行政
阿尔内克的邮政编码为59285，INSEE市镇编码为59018。

## 政治
阿尔内克所属的省级选区为沃尔穆特县。

## 人口

1962-2008年间阿尔内克人口变化图示

阿尔内克于2022年1月1日时的人口数量为1557人。